# Леннокс (Каліфорнія)
Леннокс (англ. Lennox) — переписна місцевість (CDP) в США, в окрузі Лос-Анджелес штату Каліфорнія. Населення — 20 323 особи (2020).

## Географія
Леннокс розташований за координатами 33°56′17″ пн. ш. 118°21′31″ зх. д. / 33.93806° пн. ш. 118.35861° зх. д. (33.938064, -118.358543).  За даними Бюро перепису населення США в 2010 році переписна місцевість мала площу 2,83 км², уся площа — суходіл.

## Демографія
Згідно з переписом 2010 року, у переписній місцевості мешкали 22 753 особи в 5250 домогосподарствах у складі 4523 родин. Густота населення становила 8035 осіб/км².  Було 5487 помешкань (1938/км²).
Расовий склад населення:
| - 37,9 % — білих - 3,4 % — чорних або афроамериканців - 0,9 % — корінних американців - 0,8 % — вихідців з тихоокеанських островів - 0,8 % — азіатів - 51,9 % — осіб інших рас |

До двох чи більше рас належало 4,4 %. Частка іспаномовних становила 93,0 % від усіх жителів.
За віковим діапазоном населення розподілялося таким чином: 33,2 % — особи молодші 18 років, 61,4 % — особи у віці 18—64 років, 5,4 % — особи у віці 65 років та старші. Медіана віку мешканця становила 27,7 року. На 100 осіб жіночої статі у переписній місцевості припадало 105,6 чоловіків;  на 100 жінок у віці від 18 років та старших — 104,5 чоловіків також старших 18 років.
Середній дохід на одне домашнє господарство  становив 46 962 долари США (медіана — 36 424), а середній дохід на одну сім'ю — 44 804 долари (медіана — 35 516). Медіана доходів становила 26 463 долари для чоловіків та 24 417 доларів для жінок. За межею бідності перебувало 32,3 % осіб, у тому числі 41,4 % дітей у віці до 18 років та 33,7 % осіб у віці 65 років та старших.
Цивільне працевлаштоване населення становило 9341 осіб. Основні галузі зайнятості: мистецтво, розваги та відпочинок — 20,2 %, науковці, спеціалісти, менеджери — 13,8 %, освіта, охорона здоров'я та соціальна допомога — 13,2 %.